# 珍布拉娜县
珍布拉娜县（印尼语：Kabupaten Jembrana）是印度尼西亚巴厘省的一个县，位于巴厘岛西部，西隔巴厘海峡与爪哇岛相望，县治在内加拉。2010年普查，全县有人口261,618人。县境北部为山地，南部为平原地带，中部则分布着该县的主要城镇。珍布拉娜县原始森林面积较大，占全县总面积的39%，农业用地则占34%左右。

## 行政区划
珍布拉娜县下分为5个区（kecamatan），各区人口如下：
- Melaya  50,381
- Nagara（内加拉）  77,818
- Jembrana（珍布拉娜）  51,634
- Mendoyo  56,222
- Pekutatan  25,583